# Tech 1 Racing
 (novembre 2023).

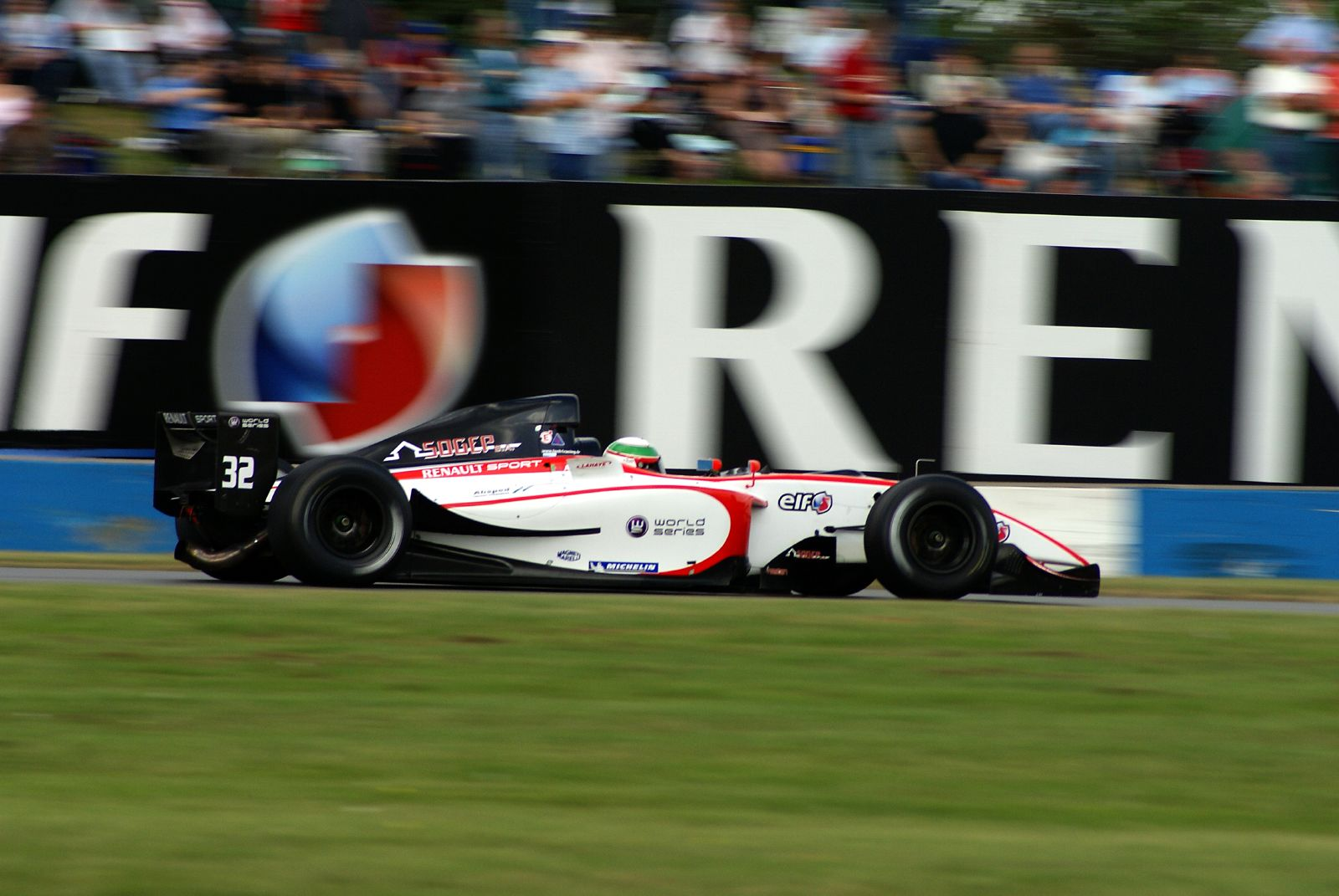
Alvaro Parente en 2007.

Tech 1 Racing est une écurie de sport automobile créée en 2000 par Simon Abadie, ancien pilote international, et sa sœur Sarah, et active jusqu'en 2024.
Basée à Toulouse (France), Tech 1 Racing a obtenu dix titres par équipe depuis 2006 dans divers championnats.

## Historique (résumé)
Après un investissement important dans le championnat Eurocup Mégane Trophy ponctué par plusieurs titres, l'écurie souhaite se positionner comme structure formatrice pour ses pilotes, des débuts en monoplace jusqu'à la Formule 1. En 2010, alors qu'elle est déjà présente en Formula Renault 3.5 Series, l'écurie complète son activité par la reprise de la structure et des pilotes d'Eurocup Formula Renault 2.0 de SG Formula, quelques jours seulement avant la première course de la saison.
Après un engagement en 2010 et 2011 en GP3 Series, la structure décide d'arrêter cette catégorie pour se concentrer sur les compétitions monoplaces des World Series by Renault, Formule Renault 2.0 et Formula Renault 3.5 Series, et accompagner ses pilotes comme Jérôme d'Ambrosio, Charles Pic, Jean-Éric Vergne, Daniel Ricciardo et Jules Bianchi.
Fin 2015, Tech 1 Racing s'associe à la toute nouvelle équipe Panis Barthez Compétition et en assure l'aspect technique et logistique. Pour sa première saison, Panis Barthez Compétition s'engage dans le championnat ELMS et participe aux 24 heures du Mans.
En 2020, l'écurie fusionne avec l'écurie d'Olivier Panis, l'ensemble prenant le nom de Panis Racing.
En mars 2024, l'équipe annonce arrêter ses activités à la suite du départ de Panis chez TDS Racing.

## Participations

### Championnat de France Formule Renault 2.0
De 2000 à 2004, l'équipe participe au Championnat de France Formule Renault 2.0.

### Eurocup Mégane Trophy
En 2005, Tech 1 Racing a rejoint l'Eurocup Mégane Trophy avec Matthieu Lahaye et Simon Abadie, finissant respectivement 9e et 10e du championnat Pilotes.
L'année suivante, l'équipe termine deuxième du championnat Pilotes avec Matthieu Lahaye et obtient également le titre Teams, le premier de trois années consécutives.
En 2007, ils finissent également Champion et Vice-Champion du championnat Pilotes avec respectivement Pedro Petiz et Dimitri Enjalbert.

### Formula Renault 3.5 Series
2006 voit Tech 1 Racing rejoindre le championnat Formula Renault 3.5 Series avec les pilotes Jérôme d'Ambrosio et Ryo Fukuda après avoir repris les équipements et la structure monoplaces du Saulnier Racing. Au terme de la saison, l'équipe termine 12e du championnat et Fukuda réalise le meilleur résultat de l'équipe avec une 4e place au Mans ainsi qu'à Donington Park.
En 2007, le team recrute le champion British Formula 3, Alvaro Parente, et le français Julien Jousse. À l'issue de la saison et après deux victoires (Monaco et Spa-Francorchamps), Parente remporte le titre Pilotes et Julien Jousse finit à la dixième place. Tech 1 Racing devient également Champion Team devant International Draco Racing et Carlin Motorsport.
Pour la saison 2008, le team poursuit avec Julien Jousse qui a été rejoint par Charles Pic. Après six podiums - incluant une victoire à Barcelone - Jousse termine second du championnat Pilotes derrière Guido Van der Garde. Quant à Pic, après deux victoires à Monaco et au Mans, il finit 6e du championnat. Le team remporte également son second titre Teams consécutif.
En réunissant les pilotes Daniel Ricciardo et Brendon Hartley au début de la saison (le second sera remplacé durant la saison par Jean-Éric Vergne), Tech 1 Racing remporte le titre Teams de la saison 2010.
En 2011, l'équipe réunit Kevin Korjus et Arthur Pic, finissant respectivement 6e et 23e du championnat. De son côté, l'équipe termine 5e du classement Teams.
En 2012, Kevin Korjus poursuit avec l'équipe et estrejoint par Jules Bianchi. Toutefois, en milieu de saison, Korjus est remplacé par Daniel Abt, venu du GP3. L'année se solde par un titre Teams pour Tech 1 Racing et une place de Vice-Champion pour Jules Bianchi.
En 2013, l'équipe réunit l'ancien champion Formula Renault 3.5 Series 2010, Mikhaïl Aleshin, et Nigel Melker. Ce dernier monte deux fois sur le podium, à Spa-Francorchamps (3e) et à Moscou (3e).

### Formula Renault 2.0 Eurocup
L'écurie Tech 1 Racing rejoint la Formula Renault 2.0 Eurocup en 2010 après avoir repris la structure et les équipements de SG Formula.
Cette même année 2010, l'écurie aligne donc les pilotes de la structure SG Formula : Arthur Pic, Hugo Valente et Aaro Vainio. Ceux-ci finissent respectivement 3e, 12e et 4e du championnat Pilotes alors que Tech 1 Racing remportait le titre Teams.
En 2011, l'équipe aligne cinq 5 pilotes : Javier Tarancon, Grégoire Demoustier, Miki Weckstrom, Paul-Loup Chatin et Gilbert. Alors que l'écurie finit 4e du championnat Teams, Tarancon prenant la 8e place du championnat Pilotes, Chatin la 9e et Weckstrom la 18e.
Pour l'année 2012, Paul-Loup Chatin renouvelle avec Tech 1 Racing et est rejoint par Matthieu Vaxivière, Óscar Tunjo et Roman Mavlanov ainsi que par  Felipe Fraga pour une course. Tech 1 Racing prend la 5e place du championnat Teams tandis que Chatin prend la 6e place du championnat Pilotes, et Tunjo la 8e.
En 2013, l'équipe aligne trois pilotes : Pierre Gasly, Matthieu Vaxivière et Egor Orudzhev.
En 2014, Tech 1 Racing engage de nouveau trois voitures aux mains du Français Anthoine Hubert (15e), et des Russes Egor Orudzhev (8e) et Vasily Romanov (non classé).
En 2015, Anthoine Hubert re-signe avec l'équipe et termine 5e. Ses coéquipiers Simon Gachet (France) et Hugo De Sadeleer (Suisse) terminent respectivement 16e et non classé.
En 2016, ce sont Gabriel Aubry, Hugo De Sadeleer, Sacha Fenestraz et Dorian Boccolacci qui représentent l'équipe en Formule Renault 2.0 Eurocup. Ils terminent respectivement aux 12e, 6e, 6e et 2e places.
En 2017, Tech 1 Racing engage quatre monoplaces dans le championnat Eurocup. Elles sont pilotées par Gabriel Aubry (France), Max Fewtrell (Angleterre), Thomas Neubauer (France) et Thomas Maxwell (Australie).

## Palmarès
- Formule Renault 2.0

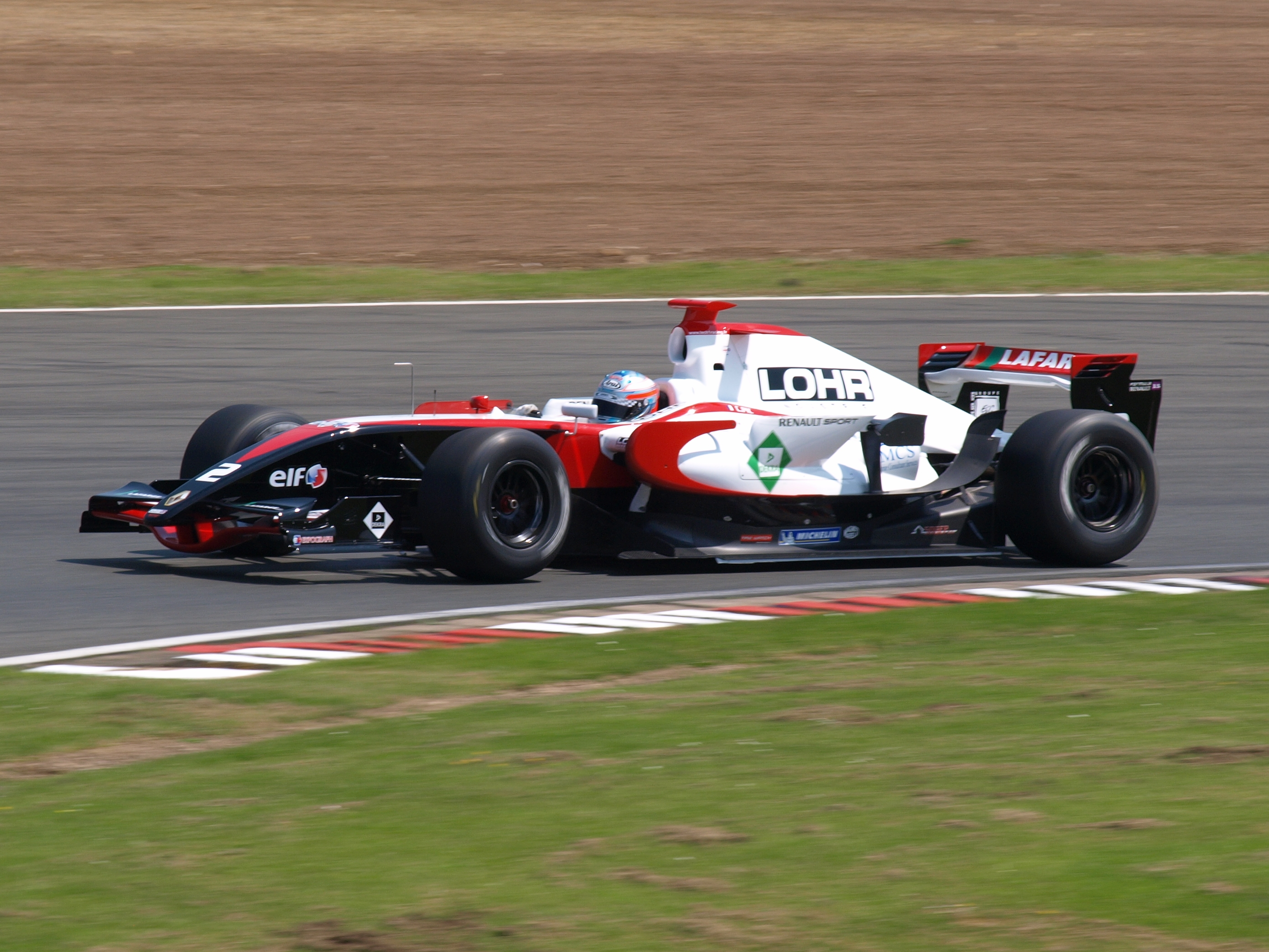
Charles Pic en 2008

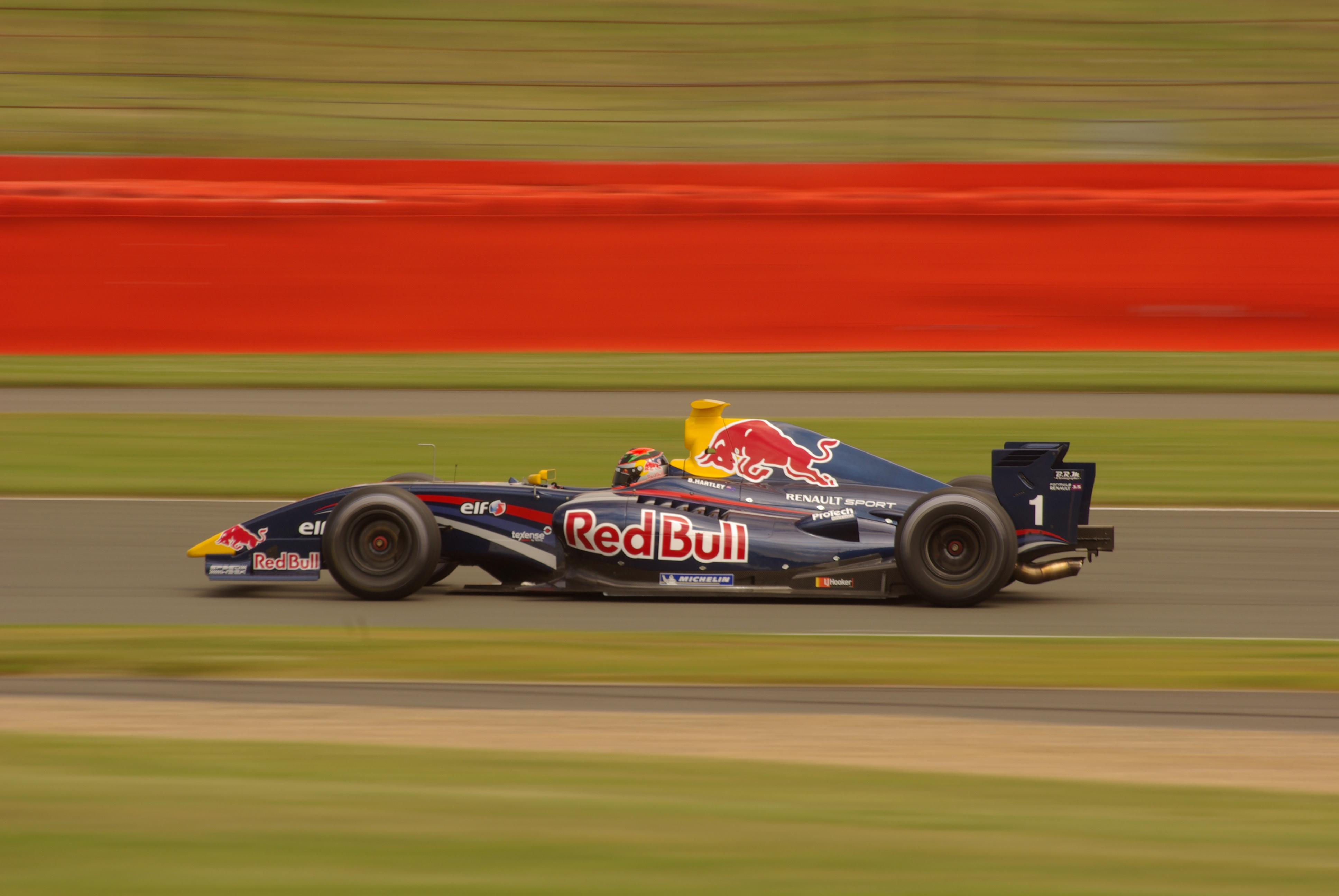
Brendon Hartley en 2009

  - Vice-champion de France en 2000 avec Simon Abadie
  - Vice-champion de France par équipe en 2003
  - Champion par équipe d'Eurocup Formula Renault 2.0 en 2010 et 2013
  - Champion par équipe de Formula Renault 2.0 Alps en 2011 et 2012
  - Titre pilote d'Eurocup Formula Renault 2.0 en 2013 avec Pierre Gasly
  - Titre pilote de Formula Renault 2.0 ALPS en 2011 avec Javier Tarancón

- Formula Renault 3.5 Series
  - Champion par équipe en 2007, 2008, 2010 et 2012
  - Titre pilote en 2007 avec Alvaro Parente
  - Vice-champion en 2008 avec Julien Jousse, en 2010 avec Daniel Ricciardo, et en 2012 avec Jules Bianchi

- Eurocup Mégane Trophy
  - Champion par équipe en 2006, 2007 et 2008
  - Titre pilote en 2007 avec Pedro Petiz
  - Vice-champion en 2006 avec Matthieu Lahaye et en 2007 avec Dimitri Enjalbert